# August Otto-Walster

August Otto-Walster

Carl Gottlob August Otto-Walster (* 5. November 1834 in Dresden; † 20. März 1898 in Waldheim) war ein deutscher Journalist, Schriftsteller und Politiker. Einige seiner Werke veröffentlichte er unter den Pseudonymen Dr. Theodor Giftschnabel oder Dr. Holofernes Honigschnabel.

## Leben und Werk
August Otto-Walster war der Sohn eines Lederhändlers. Nach dem Studium der Staatswissenschaften, Geschichte und der Philosophie an der Universität Leipzig, verließ er die Universität 1859 ohne Abschluss und arbeitet anschließend kurzzeitig als Lehrer an einer Handelsschule in Braunschweig. Zwischen 1859 und 1866 war Otto-Walster als freier Schriftsteller und Journalist in Leipzig, Dresden und Wiesbaden tätig. 1866 trat er dem Allgemeiner Deutscher Arbeiterverein bei und trat als dessen Hauptredner bei der Parteiversammlung im selben Jahr in Braunschweig auf. Für seine Streitschrift „Ein Ostergruß an die deutschen Arbeiter“ wurde er von den staatlichen Behörden als „großdeutscher Liberaler“ betrachtet und kam daraufhin in preußische Militärhaft. In Braunschweig wohnte er lange Zeit in der Leopoldstraße 23. Er arbeitete publizistisch eng mit dem Braunschweiger Sozialdemokraten Wilhelm Bracke zusammen. Zwischen 1867 und 1876 arbeitete Otto-Walster politisch in Dresden und führte 1871 den jungen Max Kegel in den Journalismus ein. So gründete er am 2. April 1871 den Dresdner Volksbote. Es folgten erneute Haftstrafen. Zusammen mit August Bebel, Wilhelm Liebknecht und Wilhelm Bracke gehörte August Otto-Walster 1869 in Eisenach zu den Gründungsmitgliedern der Sozialdemokratischen Arbeiterpartei (SDAP). 1875 arbeitete er in Gotha ebenfalls am so genannten Einigungskongress zwischen Lassalleanern und Eisenachern mit. Nachdem er wegen seiner politischen, publizistischen und agitatorischen Tätigkeit bereit 25 Haftstrafen verbüßt hatte, ging Otto-Walster 1876 wegen der Sozialistengesetze im Deutschen Reich in die USA, wo er wiederum als Journalist tätig war. Er nahm als Delegierter am Kongress der Internationalen Arbeiterassoziation in Philadelphia 1876 teil. In Chicago, Cincinnati, New York und St. Louis unterstützte er die dortige Arbeiterbewegung. Erst 1890, nach Aufhebung der Sozialistengesetze, kehrte er nach Deutschland zurück. In Chemnitz war er kurze Zeit als Redakteur der „Presse“ tätig. Nach seiner Rückkehr war Otto-Walster aufgrund seiner Alkoholabhängigkeit und politischen Isolierung nur noch literarisch aktiv und lebte in elenden Verhältnissen in Sebnitz. Er starb unter ungeklärten Umständen im Zuchthaus von Waldheim.

### Literarisches Werk

Braunschweiger Tage von 1874.

Neben seiner journalistischen und politischen Arbeit trat August Otto-Walster auch als Autor verschiedener Romane in Erscheinung, in deren Handlung er sozialpolitische bzw. sozialistische Ideen einarbeitete. Seine beiden wichtigsten literarischen Werke erschienen 1873 und 1874 im Braunschweiger Verlag von Wilhelm Bracke. 1873 zunächst der dreibändige „socialpolitische Roman“ Am Webstuhl der Zeit. Social-politischer Roman in drei Bänden, der bis 1893 zwölf Neuauflagen erlebte. Der Autor schildert in zeitkritisch-utopischer Form eine erfolgreiche Volkserhebung, die die Gründung eines freien Volksstaates zum Ziel hat. Bereits im Jahr darauf erschien ebenfalls im Wilhelm-Bracke-Verlag sein zweites erfolgreiches Werk, der historische Roman Braunschweiger Tage, der 1902 in einer Neuauflage unter dem Titel Ein Held des Geistes und des Schwertes. Historischer Roman aus den Zeiten des deutschen Hansabundes. veröffentlicht wurde. Der Autor schildert diesmal eine wahre Begebenheit aus der Geschichte der Stadt Braunschweig: Im Jahre 1615 wurde die Stadt monatelang von welfischen Truppen unter Herzog Friedrich Ulrich von Braunschweig-Wolfenbüttel belagert. Protagonist der Handlung ist Thomas Fillier, dem es nicht nur gelingt, durch seinen Einsatz die Angreifer abzuwehren, sondern er tritt auch als demokratischer Retter der Bevölkerung auf.

## Werke (Auswahl)
- Tartuffe.Lustspiel in 5 Aufzügen von J. Poquelin de Molière. In deutsche Jamben übertragen von Aug. Otto-Walster. Voigt & Günther, Leipzig 1858
- Ein Ostergruß an die deutschen Arbeiter. Selbstverlag, Leipzig 1866 Digitalisat
- Die Wahrheitsliebe des Braunschweiger Tageblattes und meine Wirksamkeit in Nassau . Eine Streitschrift zur Abwehr gegen Verleumdung. Graff in Kommission, Braunschweig 1866
- Protokoll über die Verhandlungen des Allgemeinen Deutschen Sozial-Demokratischen Arbeiterkongresses zu Eisenach am 7., 8. und 9. August 1869. Stenographisch niedergeschrieben von H. Roller. Bearb. und red. von der Red.-Komm. des Kongresses Dr. Walster. Thiele, Leipzig 1869 (Reprint Dietz Verlag, Berlin 1989)
- Der Schutz des Arbeiters in der internationalen Arbeiter-Gewerksgenossenschaft. Ein Mahnruf an alle deutschen Arbeiter. Selbstverlag, Dresden 1870 Digitalisat
- Das rothe Gespenst und Die Cäsaren. Ein Zeitgedicht. Dem tapferen Freiheitskämpfer Johann Philipp Becker in Genf gewidmet. 2. Aufl., Selbstverlag, Dresden nach 1870
- Am Webstuhl der Zeit. Social-politischer Roman in 3 Büchern. Wilhelm Bracke jun., Braunschweig 1873 Band 1 Digitalisat (Nachdruck: Peter Lang, Frankfurt am Main 1990, ISBN 3-631-41795-0)
- Ein Held des Geistes und Schwertes. Braunschweiger Tage. Wilhelm Bracke jun., Braunschweig 1874
- Allerhand Proletarier : eine Hausgeschichte / von A. Otto-Walster Leipzig : Verl. der Genossenschaftsbuchdr., 1874 129 S.
- Eine mittelalterliche Internationale. Historische Novelle. Wilhelm Bracke jun., Braunschweig 1875 Digitalisat
- Rienzi. Historisches Trauerspiel in 5 Aufzügen.  Verlag der Genossenschaftsbuchdruckerei, Leipzig 1875
- Kranke Herzen. Zwei Novellen. 2. umgearb. Aufl. Wilhelm Bracke jun., Braunschweig 1876

### Im Exil entstandene Erzählungen
- Amerikanische Geschäftsleute 1877
- Deutsche Tramps in Amerika 1879